# Tanabe
Tanabe (田辺市?) è una città giapponese della prefettura di Wakayama.